# La Chapelle-Saint-Luc
La Chapelle-Saint-Luc és un municipi francès situat al departament de l'Aube i a la regió del Gran Est. L'any 2007 tenia 13.401 habitants.

## Demografia

### Població
El 2007 la població de fet de La Chapelle-Saint-Luc era de 13.401 persones. Hi havia 5.257 famílies de les quals 1.705 eren unipersonals (710 homes vivint sols i 995 dones vivint soles), 1.254 parelles sense fills, 1.481 parelles amb fills i 817 famílies monoparentals amb fills.
La població ha evolucionat segons el següent gràfic:
Habitants censats

### Habitatges
El 2007 hi havia 5.873 habitatges, 5.401 eren l'habitatge principal de la família, 23 eren segones residències i 448 estaven desocupats. 1.640 eren cases i 4.222 eren apartaments. Dels 5.401 habitatges principals, 1.644 estaven ocupats pels seus propietaris, 3.682 estaven llogats i ocupats pels llogaters i 75 estaven cedits a títol gratuït; 152 tenien una cambra, 703 en tenien dues, 1.441 en tenien tres, 1.956 en tenien quatre i 1.149 en tenien cinc o més. 1.937 habitatges disposaven pel capbaix d'una plaça de pàrquing. A 2.768 habitatges hi havia un automòbil i a 1.238 n'hi havia dos o més.

### Piràmide de població
La piràmide de població per edats i sexe el 2009 era:
| Homes | Edats   | Dones |
| ----- | ------- | ----- |
| 0     | 95 o +  | 12    |
| 4     | 90 a 94 | 8     |
| 32    | 85 a 89 | 48    |
| 44    | 80 a 84 | 80    |
| 156   | 75 a 79 | 200   |
| 152   | 70 a 74 | 220   |
| 188   | 65 a 69 | 224   |
| 324   | 60 a 64 | 356   |
| 328   | 55 a 59 | 316   |
| 508   | 50 a 54 | 440   |
| 436   | 45 a 49 | 536   |
| 532   | 40 a 44 | 472   |
| 560   | 35 a 39 | 572   |
| 484   | 30 a 34 | 564   |
| 540   | 25 a 29 | 488   |
| 436   | 20 a 24 | 476   |
| 680   | 15 a 19 | 620   |
| 704   | 10 a 14 | 596   |
| 576   | 5 a 9   | 548   |
| 508   | 0 a 4   | 496   |

## Economia
El 2007 la població en edat de treballar era de 8.765 persones, 5.656 eren actives i 3.109 eren inactives. De les 5.656 persones actives 4.403 estaven ocupades (2.436 homes i 1.967 dones) i 1.253 estaven aturades (537 homes i 716 dones). De les 3.109 persones inactives 827 estaven jubilades, 963 estaven estudiant i 1.319 estaven classificades com a «altres inactius».

### Ingressos
El 2009 a La Chapelle-Saint-Luc hi havia 5.317 unitats fiscals que integraven 12.978 persones, la mediana anual d'ingressos fiscals per persona era de 11.631 €.

### Activitats econòmiques
Dels 573 establiments que hi havia el 2007, 12 eren d'empreses extractives, 9 d'empreses alimentàries, 1 d'una empresa de coc i refinatge, 7 d'empreses de fabricació de material elèctric, 1 d'una empresa de fabricació d'elements pel transport, 55 d'empreses de fabricació d'altres productes industrials, 91 d'empreses de construcció, 163 d'empreses de comerç i reparació d'automòbils, 35 d'empreses de transport, 17 d'empreses d'hostatgeria i restauració, 16 d'empreses d'informació i comunicació, 23 d'empreses financeres, 20 d'empreses immobiliàries, 68 d'empreses de serveis, 28 d'entitats de l'administració pública i 27 d'empreses classificades com a «altres activitats de serveis».
Dels 125 establiments de servei als particulars que hi havia el 2009, 2 eren oficines de correu, 5 oficines bancàries, 1 funerària, 9 tallers de reparació d'automòbils i de material agrícola, 3 tallers d'inspecció tècnica de vehicles, 2 establiments de lloguer de cotxes, 3 autoescoles, 20 paletes, 9 guixaires pintors, 12 fusteries, 19 lampisteries, 14 electricistes, 4 empreses de construcció, 9 perruqueries, 10 restaurants, 1 agència immobiliària i 2 tintoreries.
Dels 43 establiments comercials que hi havia el 2009, 1 era, 1 un hipermercat, 1 un supermercat, 6 botiges de menys de 120 m², 5 fleques, 7 carnisseries, 1 una botiga de congelats, 3 llibreries, 2 botigues de roba, 4 botigues d'equipament de la llar, 2 sabateries, 2 botigues de material esportiu, 3 drogueries, 2 perfumeries, 1 una perfumeria i 2 floristeries.
L'any 2000 a La Chapelle-Saint-Luc hi havia 9 explotacions agrícoles que ocupaven un total de 444 hectàrees.

## Equipaments sanitaris i escolars
El 2009 hi havia 1 centre de salut, 6 farmàcies i 1 ambulància.
El 2009 hi havia 8 escoles maternals i 5 escoles elementals. La Chapelle-Saint-Luc disposava de 2 col·legis d'educació secundària amb 969 alumnes.

## Poblacions més properes
El següent diagrama mostra les poblacions més properes.